# Керр, Джим
Джим Керр (англ. James "Jim" Kerr, род. 9 июля 1959, Глазго) — шотландский певец, композитор, солист группы Simple Minds.

## Биография
Джим Керр родился 9 июля 1959 в Глазго. В 1977 году он создал группу Johnny And The Self Abusers, в которой играл на клавишных и был солистом.
В ноябре того же года группа меняет название на Simple Minds. 17 мая 2010 года Керр выпускает дебютный альбом Lostboy! AKA Jim Kerr. В 2013 году вышел второй альбом.

## Личная жизнь
С 1984 по 1990 был женат на Крисси Хайнд.
С 1992 по 1996 — на Пэтси Кенсит.
Керр — поклонник Селтика.

## Дискография
- 2010 — Lostboy! AKA Jim Kerr